# Baila el Chiki-chiki
Pour les articles homonymes, voir Chiki chiki.

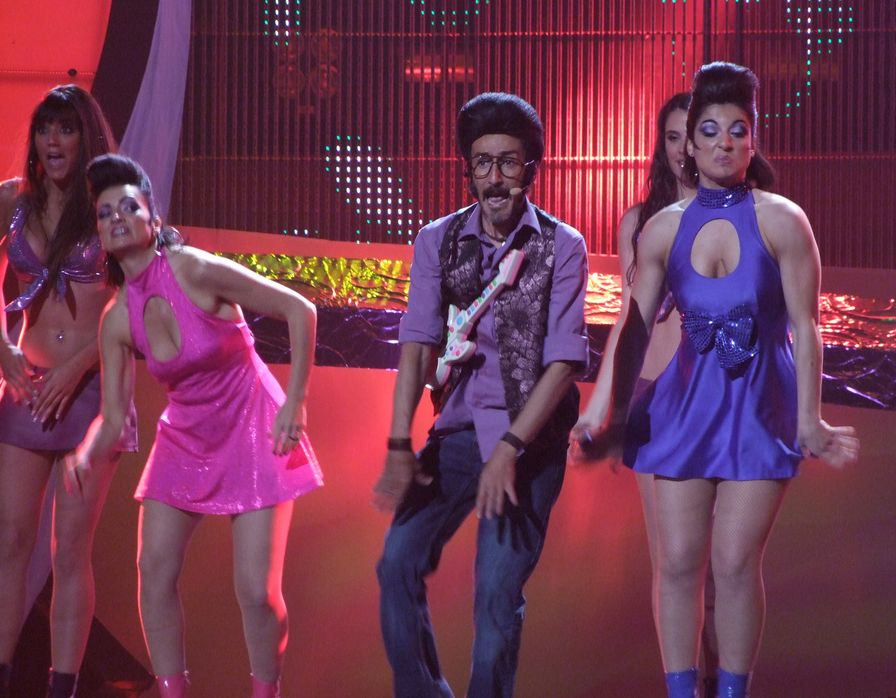
Rodolfo Chikilicuatre et ses danseuses de Chicki-Chiki

Baila el Chiki-Chiki (de l'espagnol signifiant littéralement « Danse le Chiki-Chiki ») est une chanson de Rodolfo Chikilicuatre, un personnage fictif interprété par David Fernández Ortiz, qui a représenté l'Espagne pour le Concours Eurovision de la chanson 2008 à Belgrade (Serbie). Elle a terminé en seizième position du concours, avec 55 points.
La chanson est une parodie du style de danse « perreo », caractéristique du reggaeton, et contenant des références politiques humoristiques à José Luis Zapatero, Mariano Rajoy, Hugo Chávez et Juan Carlos (« ¿Por qué no te callas? »). Les paroles furent semble-t-il modifiées, les références politiques étant interdites dans le cadre du concours.
Il invite les danseurs de Chine, Alcorcón, Argentine, Serbie et Oregon à danser avec
Bardem, 
Banderas,
Almodóvar,
sa mère, sa grand-mère, son frère, sa sœur et son amie mulâtresse qui danse avec une petite culotte à la main,
les pas du perreo, de la Macarena, et surtout du chikchiki qui, tel que le relate les paroles et le clip, se fait en quatre temps :
1. el Breikindance (breakdance) : faire la vague avec ses bras ;
2. el Crusaíto ;
3. el Maiquelyason (Michael Jackson) : faire le moonwalk ;
4. el Robocop (RoboCop) : faire la "danse robot".

Dans le clip original, Rodolfo apparaît avec une coiffure style Elvis Presley, avec une mini-guitare jouet, dansant le perreo. Derrière lui apparaissent une série de vidéos toutes tirées de YouTube.
Dans le clip final (et dans les interprétations en plateau de la chanson), au contraire de l'original, Rodolfo danse toujours accompagné par ses deux danseuses « Disco » et « Gráfica ».
La chanson est partie d'un sketch interprété par Fernandez dans l'émission de l'humoriste Andreu Buenafuente sur la chaîne privée La Sexta, pour se moquer des piètres résultats de l'Espagne aux précédentes éditions de l'Eurovision, et plus généralement du « ridicule du concours ». Mais comme cette année-là, le candidat de l'Espagne devait être choisi sur MySpace et que les internautes ont majoritairement voté pour cette candidature, elle est devenue l'ambassadrice de l'Espagne, mise en avant par la chaîne publique TVE.